# 李徳生
李 徳生（り とくせい、1916年4月 - 2011年5月8日）は、中華人民共和国の軍人、政治家。中国人民解放軍総政治部主任、軍区司令員、中国共産党副主席を務める。最終階級は上将。

## 経歴
1916年河南省光山に生まれる。1930年、紅軍に参加。1932年、中国共産党に入党し、通信小隊長、副隊長、隊長、師団長、野戦軍にて連戦し、1955年には少将に任じられる。
1957年、南京高等軍事学院に入学。1968年9月、南京軍区副司令員に任命され、安徽省委員会第一書記を兼ねる。
1969年4月28日、中国共産党第9期中央委員会第1回会議において党中央政治局候補委員に選出される。
1970年、総政治部主任に任命され、73年まで務める。1971年より北京軍区司令員を兼任。1973年に瀋陽軍区司令員に転任した。
1973年8月30日、第10期第1回会議において中央政治局委員、中央政治局常務委員会委員、中央委員会副主席に選任される。しかし、1975年1月に副主席辞任を毛沢東に申請する。同月の第10期党中央委員会第2回会議において、党中央副主席および中央政治局常務委員会委員の辞任が了承された。
1977年8月19日、第11期党中央委員会第1回会議において党中央政治局委員にのみ再選出される。
1982年9月12日、第12期党中央委員会第1回会議において党中央政治局委員に再選出される。
しかし1983年の第12期2中全会において四人組人脈の徹底的排除が決定すると、1985年5月の中央軍事委員会拡大会議において解任された。
1985年、次期党大会における党中央委員への不再任を要請し、9月16日の12期4中全会において承認された。
同年11月30日、北京に人民解放軍国防大学が設立されると、校長に張震が任じられ、李は政治委員に任じられた。1988年、中将を経ずに上将に特進した。
1987年11月2日、第13期党中央委員会第1回会議において党中央顧問委員会常務委員会委員に選出される。
1990年、離職休養。
2011年5月8日、北京において病死。享年96。同年5月14日、八宝山革命公墓において火葬に付された。
著書に『李徳生回憶録』がある。